# Губернські з'їзди Рад селянських депутатів 1917–1918
Губернські з'їзди Рад селянських депутатів 1917—1918 — з'їзди Рад селянських депутатів, які пройшли в Україні протягом березня 1917 — квітня 1918. Відбулося близько 40 губернських з'їздів. Весною — на початку літа 1917 пройшло 14 з'їздів, на яких обговорювалися такі питання: поточний момент, ставлення до Тимчасового уряду й Української Центральної Ради, війни та миру (див. Перша світова війна), ліквідація великого приватновласницького землеволодіння, встановлення 8-годинного робочого дня і робітничого контролю над виробництвом тощо. В центрі уваги багатьох з'їздів стояло питання організації селянства. Трибуну з'їздів активно використовували партії політичні для пропаганди своїх аграрних програм. Особливо гостра боротьба точилася між Українською партією соціалістів-революціонерів і Партією соціалістів-революціонерів, а в промислових і робітничих районах — і Російською соціал-демократичною робітничою партією (більшовиків). Постанови більшості з'їздів засвідчили переважний вплив на селі есерівських партій.
З розвитком і поглибленням аграрної революції (липень–листопад 1917) резолюції губернських з'їздів ставали все більш радикальними. Центральним в їхній роботі залишалося питання організації селянства. Основною вимогою цього періоду була організація на місцях рад селянських депутатів. За повсюдне їх створення, ліквідацію російських селянських союзів, а подекуди і українських спілок висловилися серпневі з'їзди селян Катеринославської губернії, Чернігівської губернії і Таврійської губернії. Переважна кількість з'їздів цього періоду (всього їх відбулося 15) висловилася за негайне й безкоштовне відчуження всіх приватновласницьких земель та передачу їх у загально-народне користування. В національному питанні з'їзди селян вимагали надання Україні широкої національно-територіальної автономії у складі Російської Федеративної Демократичної Республіки, протестували проти «Тимчасової інструкції Генеральному секретаріатові Тимчасового уряду на Україні» 1917 та поділу України.
Важлива роль у зростанні політичної активності широких верств селянства належить губернським селянським з'їздам, що відбулися наприкінці грудня 1917 — березня 1918. В їхній роботі брали участь тисячі делегатів, обраних на сільських сходах і маніфестаціях, волосних і повітових з'їздах Рад. У постановах з'їзди вітали прийняття Декрету про мир 1917 і Декрету про землю 1917, вимагали негайної конфіскації всіх приватновласницьких земель і зрівняльного розподілу їх серед безземельних і малоземельних селян. Більшість з'їздів визнала ЦВК Радянської України і Народний секретаріат центральними органами влади в Україні, зобов'язала всі ради негайно взяти владу на місцях до своїх рук. Характерною рисою цього періоду був рух за об'єднання рад селянських депутатів з радами робітничих і солдатських депутатів (див. Ради робітничих депутатів, Ради солдатських депутатів в Україні 1917). З'їзди відіграли значну роль у політичному пробудженні села, поглибленні аграрної революції, революціонізуванні широких верств селянства.